# The Edge of Love
The Edge of Love (En el límite del amor, en español) es una película del 2008, dirigida por John Maybury, protagonizada por Keira Knightley, Sienna Miller, Cillian Murphy y Matthew Rhys, a partir de un guion de Sharman Macdonald, la madre de Knightley. 
Formó parte de la selección oficial del Festival de Cine Internacional de Edimburgo.

## Sinopsis
En el Londres de la II Guerra Mundial, la cantante Vera Phillips se reencuentra con su viejo amor: el poeta galés Dylan Thomas. Aunque la magia resurge entre ellos, Dylan está casado con Caitlin, una alegre mujer que poco a poco se convierte en íntima amiga de Vera. La guerra avanza y Vera se casa con uno de sus admiradores, William, pero cuando éste es enviado al frente, ella decide regresar a su Gales natal. Allí se verá obligada a escoger entre los dos hombres de su vida y su amiga...

## Elenco
| Actor                  | Papel                    |
| ---------------------- | ------------------------ |
| Keira Knightley        | Vera Phillips            |
| Cillian Murphy         | William Killick          |
| Sienna Miller          | Caitlin Macnamara        |
| Matthew Rhys           | Dylan Thomas             |
| Lisa Stansfield        | Ruth Williams            |
| Graham McPherson       | Al Bowlly                |
| Camilla Rutherford     | Nicolette                |
| Alastair Mackenzie     | Anthony Devas            |
| Richard Dillane        | Lt Col David Talbot Rice |
| Huw Ceredig            | John Patrick             |
| Simon Armstrong        | Wilfred Hosgood          |
| Rachel Essex           | Mel                      |
| Nick Stringer          | PC Williams              |
| Anthony O'Donnell      | Jack Lloyd               |
| Rachel Bell            | Midwife                  |
| Anne Lambton           | Anita Shenkin            |
| Karl Johnson           | Dai Fred                 |
| Richard Clifford       | Alistair Graham          |
| Bethany Towell         | Rowatt                   |
| Acacia Pattinson Biggs | Rowatt                   |

|                 |                |               |
| Keira Knightley | Cillian Murphy | Sienna Miller |